# Keiki Nishiyama
Pour les articles homonymes, voir Nishiyama.
Keiki Nishiyama (西山 慶樹, Nishiyama Keiki) est une ancienne joueuse de volley-ball japonaise née le 19 octobre 1988 à Kyoto (Préfecture de Kyoto). Elle mesure 1,76 m et jouait au poste de réceptionneuse-attaquante. Elle a totalisé 8 sélections en équipe du Japon.

## Clubs
| Club                        | De        | À         |
| --------------------------- | --------- | --------- |
| Kyoto Tachibana High School |           | 2006-2007 |
| JT Marvelous                | 2007-2008 | 2012-2013 |

## Palmarès
- V Première Ligue
  - Vainqueur : 2011.
  - Finaliste : 2010.
- Tournoi de Kurowashiki
  - Vainqueur : 2011, 2012.
  - Finaliste : 2010.